# 사미 게일
새미 게일(Sami Gayle, 영어 발음: /ˈsæmi/, 1996년 1월 22일 ~ )은 미국의 배우이다.

## 출연 작품

### 영화
- 디태치먼트 (2011)
- 뱀파이어 아카데미 (2014)

### 텔레비전
- 애즈 더 월드 턴즈 (2009-10)
- 블루 블러드 (2010-24)